# 奧托·格日姆倫

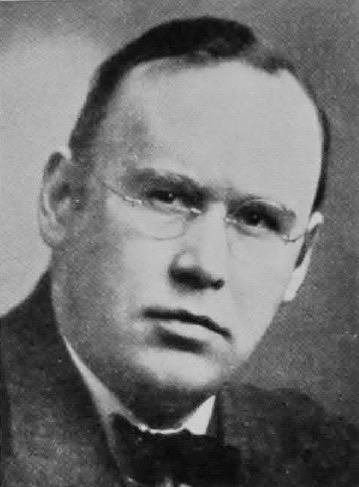
奧托·格日姆倫

奧托·格日姆倫（瑞典語：Otto Grimlund，1893年12月30日—1969年9月15日），是瑞典共产党政治家。

## 生平
格日姆倫最初是瑞典社会民主工人党的成员。1917年，工人党分裂时，格日姆倫加入革命左翼，并于1919年，共产国际在莫斯科成立时，代表瑞典社会民主左翼党 。
奥托·格日姆倫与瑞士社会主义者弗里茨·普拉廷，一直是列宁1917年回歸之旅的主要组织者。列寧回歸之旅从瑞士出發，通过德国和瑞典，抵達俄罗斯。
1918年到1925年間，格日姆伦一直領導瑞典共产党，并在莫斯科生活多年。他亦為共产国际的領導者之一，但在俄罗斯的史達林主义兴起之后，离开苏联，离开党。1930年左右，格里姆伦重新加入社会民主党。
格里姆伦谴责史達林主义，一生都称自己为共产主义者，並在办公室墙上留下了一张列宁的签名照。